# Araneus decoratus
Araneus decoratus är en spindelart som först beskrevs av Tord Tamerlan Teodor Thorell 1899.  Araneus decoratus ingår i släktet Araneus och familjen hjulspindlar.
Artens utbredningsområde är Kamerun. Inga underarter finns listade i Catalogue of Life.